# Synema bishopi
Synema bishopi är en spindelart som beskrevs av Lodovico di Caporiacco 1955. Synema bishopi ingår i släktet Synema och familjen krabbspindlar. Inga underarter finns listade i Catalogue of Life.